# Harry Smith odkrywa Amerykę
Harry Smith odkrywa Amerykę (oryg. Русский вопрос) – dramat polityczny produkcji radzieckiej z 1947 roku w reżyserii Michaiła Romma na podstawie sztuki Konstantego Simonowa pt. Russkij wopros. 

## Fabuła
Tytułowy Harry Smith to amerykański dziennikarz, który od jednego z amerykańskich magnatów prasowych otrzymuje propozycję udania się do ZSRR i napisania książki pod tytułem Czy Rosja chce wojny?. Smith przyjmuje lukratywne zlecenie pod warunkiem, że jego książka zostanie wydana obiektywnie bez żadnych ingerencji ze strony jego mocodawców. Otrzymuje na to ich solenne zapewnienie. Jednak kiedy powraca z ZSRR, w trakcie pisania pracy, jego chlebodawcy w osobie McFersona i Goulda zaczynają wywierać na niego nacisk, aby nadał reportażowi bardziej radykalny charakter – nie odpowiadał na tytułowe pytanie negatywnie, zgodnie z własnymi obserwacjami (według których ZSRR jest krajem ludzi miłujących pokój, nie pragnących wojny), ale w myśl zimnowojennego kursu przedstawił ZSRR jako kraj dążący do wojny i zagrażający wolnemu, demokratycznemu światu, ze zmienionym tytułem Rosja chce wojny. Uczciwy Smith nie chce się na to zgodzić i pisze książkę zgodnie z własnym sumieniem i przekonaniami. Jego szef (McFerson) postanawia go zniszczyć – zrywa z nim kontrakt, zastrasza innych, potencjalnych pracodawców  Harry’ego. W rezultacie, pozbawiony pracy i środków do życia Harry, traci piękny, kupiony na kredyt dom i wygodne życie. W świecie dziennikarskim jest skończony. Opuszcza go również żona Jessie, która była z nim dopóki robił karierę. Harry nie załamuje się jednak – wierny swoim ideałom i pod wpływem śmierci swojego oddanego przyjaciela Boba Morphy,ego, który ginie w katastrofie lotniczej – zaczyna objeżdżać Stany Zjednoczone z serią odczytów na temat swojej książki, która nie może być wydana. Zostaje za to postawiony przed Komisją ds. Badania Działalności Antyamerykańskiej. 

## Obsada aktorska
- Wsiewołod Aksionow – Harry Smith
- Jelena Kuźmina – Jessie
- Michaił Astangow –  McFerson
- Michaił Nazwanow – Gould
- Borys Tienin – Bob Morphy
- Maria Barabonowa – Meg
- Arkadij Cynman – Preston
- Boris Posławski – Hardy
- Giennadij Judin – Parker
- Siergiej Antimonow – Kessler
- Michaił Trojanowski – Williams
- Wiktor Dragunski – spiker radiowy

i inni.

## O filmie
Według recenzji Eugeniusza Żytomirskiego zamieszczonej w Filmie z 1948 roku, film ukazuje „dwie Ameryki”, których pojęcie jeszcze na wiele lat przed II wojną światową – po zwiedzeniu Stanów Zjednoczonych – wprowadził do oceny stosunków panujących w tym kraju Władimir Majakowski. Ameryki kapitalistów, wyzyskiwaczy, wszechwładnego dolara, rasowej nienawiści – i Ameryki prostego człowieka, ciężkiej pracy, tragicznej walki o sprawiedliwość społeczną i istotną równość. Dwie Ameryki, odkryte swego czasu przez Majakowskiego, odkrywa ponownie dziennikarz Smith. Jedna Ameryka potrafi zniszczyć dziennikarza który prawdę i godność człowieka ceni wyżej od dolarów i tzw. „szczęścia osobistego” i na postawione mu przez reakcyjnego magnata prasowego pytanie: „Czy Rosjanie chcą wojny?” – odpowiada w napisanej przez siebie książce, wbrew instrukcji i żądaniu chlebodawcy: „Nie!” Ale pokonany przez jedną Amerykę Harry Smith znajduje oparcie w drugiej Ameryce – Ameryce linczowanych Murzynów, poskramianych przez policjantów w walce o swe prawa robotników i spragnionych pokoju, owocnej pracy i prawdziwej demokracji mas obywateli amerykańskich. Smith nie może wydać swej książki, ale nie zaprzestaje głosić swej prawdy. 
Film był pierwszym, powojennym, zagranicznym filmem zdubbingowanym na język polski. Polskojęzyczna wersja powstała w WFF w Łodzi, w reżyserii Marii Kaniewskiej. Przekładu i redakcji tekstów dokonali Janina Balkiewicz, Henryk Danielewicz i Jan Czarny. Głosów głównym bohaterom użyczyli m.in.: Henryk Borowski (Harry Smith), Danuta Szaflarska (Jessie), Jerzy Duszyński (Gould), Adam Mikołajewski (Williams), Halina Billing (Meg).